# مارون بغدادی
مارون بغدادی (عربی: مارون بغدادي؛ ۲۱ ژانویهٔ ۱۹۵۰ – ۱۱ دسامبر ۱۹۹۳) کارگردان فیلم، نویسنده، و فیلم‌نامه‌نویس اهل لبنان بود.